# Borgerlisten (parti)
 For alternative betydninger, se Borgerlisten. (Se også artikler, som begynder med Borgerlisten)
Borgerlisten er et dansk parti som blev stiftet i 2018 under navnet Parti Klaus Riskær Pedersen, ofte blot kaldet Klaus Riskær Pedersen. Den 27. februar 2019 godkendte Økonomi- og Indenrigsministeriet partiet som et opstillingsberettiget politisk parti til folketingsvalget 2019 under partibogstavet E. Partiet blev stiftet af Klaus Riskær Pedersen.
Ved folketingsvalget 2019 opnåede partiet 0,8 % af stemmerne og opnåede således ikke repræsentation i Folketinget. Efterfølgende meddelte Klaus Riskær Pedersen, at partiet med samme navn lukkede og ikke ville stille op igen.
Partiet blev dog ikke nedlagt, men skiftede i oktober 2019 navn til Borgerlisten. Partiet udtalte at de fra 2020 igen ville indsamle vælgererklæringer, så de kunne stille op til næste folketingsvalg. I oktober 2022 havde partiet indsamlet 20 erklæringer, og var således ikke opstillingsberettiget til Folketingsvalget 1. november samme år.
Partiet beskriver sig selv som et rødt-konservativt parti. Formand Klaus Riskær Pedersen udtalte før folketingsvalget i 2019 at de ville pege på Lars Løkke Rasmussen som statsminister.
I 2020 udtalte han, at partiet ville pege på en blå statsminister ved det næste folketingsvalg. 